# Ридо (Онтарио)

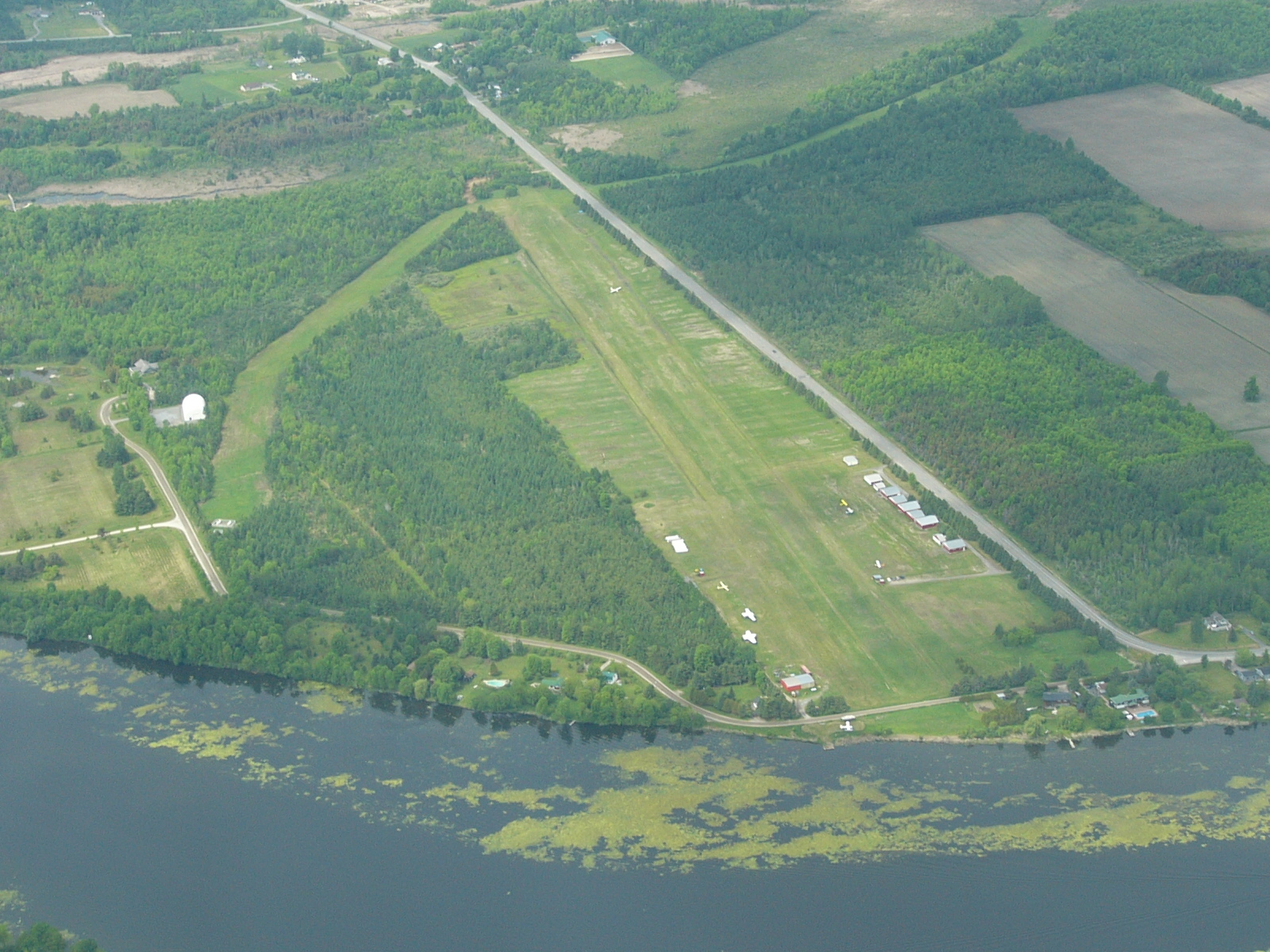
Аэропорт Карс-Ридо

Ридо, фр. Rideau — исторический тауншип (посёлок городского типа) в восточном Онтарио к югу от г. Оттава. Получил название по реке Ридо, составлявшей его восточную границу.
Посёлок был создан в 1974 г. в результате слияния двух: Мальборо (Marlborough Township) и Норт-Гауэр (North Gower Township). В 2001 г. Ридо был включён в состав Оттавы. Делится на районы: Манотик (Manotick), Норт-Гауэр (North Gower), Карс (Kars) и Бёрритс-Рэпидс (Burritts Rapids).
Согласно канадской переписи 2001 года:
- Население: 12,695
- Рост население с 1996 г., %: 2.0
- Жилые помещения: 4414
- Площадь (км²): 408.75
- Плотность (человек на км²): 31.1

Согласно переписи 2006 года, население Ридо увеличилось до 12960 человек.